# 佐藤行衛
佐藤行衛（さとう ゆきえ、1963年 - ）は、韓国を中心に活動する日本の音楽家、ギタリスト。

## 略歴
- 1995年 日本人によるコリアンロックバンド「コプチャンチョンゴル」を結成。バンド名は朝鮮語で「モツ煮」の意味。
- 1999年 韓国にてデビューを果たす。
- 2003年からは、韓国前衛音楽イベント「プルガサリ」を主宰している。